# Rhinotorus leucostomus
Rhinotorus leucostomus là một loài tò vò trong họ Ichneumonidae.